# 灰叶香青
灰叶香青（学名：Anaphalis spodiophylla）是菊科香青属的植物，为中国的特有植物。分布在中国大陆的西藏等地，生长于海拔3,000米至3,060米的地区，见于山野路旁向阳地，目前尚未由人工引种栽培。